# Utetheisa sumatrana
Utetheisa sumatrana är en fjärilsart som beskrevs av Rothschild 1910. Utetheisa sumatrana ingår i släktet Utetheisa och familjen björnspinnare. Inga underarter finns listade i Catalogue of Life.